# وليد العلياني
وليد العلياني لاعب كرة قدم سعودي ولد في شهر 6 عام 1982هـ ولعب لنادي النصر السعودي و هو صاحب أفضل هدف في موسم 1426 في مرمى الهلال. لعب بعد النصر لأندية أحد و الحزم و ضمك و سدوس .